# Ángulo triedro
Un ángulo triedro es la unión de tres planos diedros y el ángulo poliedro formado por tres semirrectas o aristas. Se forman tres ángulos diedros y tres ángulos planos en un ángulo triedro.

## Definición
El triedro es un anguloide de tres caras;  es el ángulo poliedro de menos caras que puede existir; convexo por naturaleza, no tiene planos diagonales.

## Propiedades
Los ángulos planos y los diedros de un triedro cumplen las siguientes propiedades: 
- En un ángulo triedro, la suma de dos ángulos planos es mayor que el tercero.
- La suma de los ángulos planos de un ángulo poliedro es menor a 360°.
- La suma de los tres diedros es mayor que 180° y menor que 540°.

La intersección de un triedro con una superficie esférica con el centro en su vértice es un triángulo esférico: 
Los lados del triángulo a, b, c, son arcos de circunferencia máxima cuyas medidas coinciden con las de las respectivas caras del triedro. Los ángulos del triángulo son los correspondientes diedros del triedro.

El sistema de coordenadas cartesiano espacial es un triedro trirrectángulo.

Un ángulo triedro puede tener uno, dos o tres ángulos rectos; en cuyo caso se llama ángulo triedro rectángulo, birrectángulo o trirrectángulo
respectivamente.
Un triedro trirrectángulo es el que tiene los tres diedros rectos, es decir, el que está formado por tres planos perpendiculares entre sí. Sus aristas son tres semirrectas perpendiculares entre sí, y por tanto, la intersección de sus lados son también ángulos rectos. El correspondiente triángulo esférico tiene los tres lados y los tres ángulos de 90°.